# Johann I. (Auvergne)
Johann I. (1326 bezeugt; † 24. März 1386) war Graf von Auvergne und Boulogne. Er war ein Sohn von Robert VII., Graf von Auvergne und Boulogne und Maria von Flandern.
Johann war Graf von Montfort, bevor er 1360, nach dem Tod seiner Nichte Johanna I. die Grafschaften Auvergne und Boulogne erbte.
Er heiratete 1328 Jeanne de Clermont († 27. Juli 1383), Tochter von Johann, Baron von Charolais aus der Familie der Bourbonen. Ihre Kinder waren:
- Johann II., † 28. September 1404, Graf von Auvergne und Boulogne
- Johanna, † 1. Oktober 1373; ⚭ wohl am 14. Juni 1371 im Château de Vieux-Brioude Beraud II. le Grand Dauphin, Dauphin von Auvergne, Graf von Clermont, † 17. Januar 1400
- Maria, † 2. Mai 1388, Dame de Saint-Just-en-Champagne und Granges-en-Auvergne; ⚭ wohl am 30. Oktober 1375 in Avignon Raimond Louis de Beaufort, Graf von Beaufort, Vizegraf von Turenne, † 30. März 1400, begraben in Saint-Martial in Avignon (Haus Rogier de Beaufort)

Johann I. von Auvergne wurde in Le Bouchet (heute Ortsteil von Manzat) bestattet.